# Dublaj

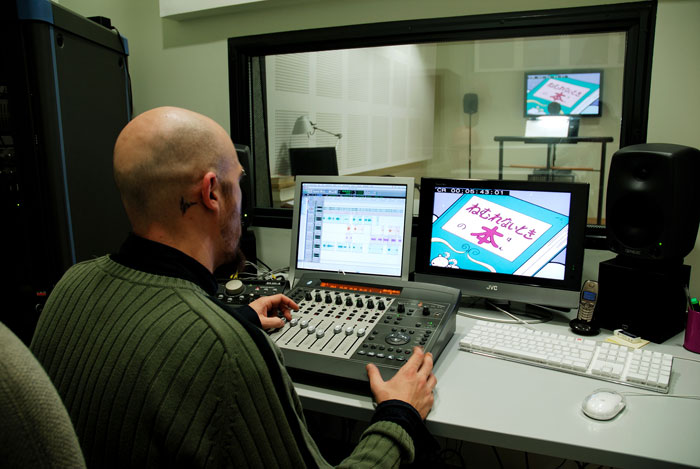
Studio de dublaj

Dublajul sau dublarea este o tehnică de postproducție care constă în substituția dialogului din coloana sonoră originală a unui film cu o versiune tradusă oral, sincronizată cu mișcările și scenele filmului. Cel mai frecvent, termenul se referă la înlocuirea vocilor actorilor de pe ecran cu cele ale artiștilor interpreți, care adeseori vorbesc într-o altă limbă (deși există cazuri în care, din varii motive, vocile de pe peliculă sunt dublate ulterior în studio în aceeași limbă). De asemenea tehnica se folosește uneori în muzicaluri, când se întâmplă de exemplu ca actorul de pe ecran nu aibă o voce satisfăcătoare, însă în prezent, de cele mai multe ori dublajul este folosit pentru localizarea filmelor dintr-o anumită limbă într-alta.
Dublajul este folosit pe scară largă în domeniul cinematografiei, televiziunii, jocurilor video, desenelor animate și serialelor anime distribuite în țări străine.
În Marea Britanie, Irlanda, Suedia (89%), Danemarca (86%), Norvegia, Olanda (87%), Cipru (76%) și Finlanda (63%) limba engleză este vorbită de marea majoritate a populației. Sursa: Eurobarometrul 64.3/2005. Vezi și Limbile Uniunii Europene.</ref> numai în Balcani doar programele TV destinate copiilor sunt dublate, în timp ce toate celelalte programe destinate adulților sunt subtitrate. În aceste regiuni, producțiile cinematografice animate sunt în general disponibile atât în versiune dublată cât și subtitrată.

## Dublajul în limba română
În toamna anului 1940, la Chișinău a fost organizat punctul de corespondență cinematografică, care producea periodic reviste cinematografice, ocupându-se și de dublarea în limba română a filmelor artistice. La apogeul său în perioada de perestroika, studioul (reorganizat în întreprinderea de stat Moldova Film) dubla anual 12 filme de ficțiune și 70 de scurtmetraje. Între alții, la acest proces au participat actori ca Doina Aldea Teodorovici, Ion Ungureanu, Victor Sotski-Voinicescu Dumonceau și Ilie Guțu (care a înregistrat peste 400 de roluri principale sau episodice, iar în calitate de regizor a sonorizat alte 15 filme).
În România în schimb, primele experimente cu dublajul în cinematografe s-au făcut abia în anii '90. Primul film dublat difuzat în cinematografele din România a fost pelicula pentru copii Babe - Cel mai curajos porc din lume (1995), pentru care înregistrările de voce s-au făcut la Londra, fiind dublat de Carmen Tănase sau Bebe Cotimanis., fiind alături de serialul Disney "Noile Aventuri ale lui Winnie de Pluș" dublat de Florian Pittiș, Mircea Diaconu și Virgil Ianțu primele experimente de acest gen din România.   Ulterior, în 1998 s-a dublat în studiourile Mediavision din București prima telenovelă mexicană, Suflet de femeie. Cu toate acestea, practica dublajului în cinematografe a devenit curentă abia spre sfârșitul anilor 2000, și atunci s-a limitat doar la producțiile animate sau destinate copiilor, acestea fiind prezentate în cinematografe atât în varianta dublată, cât și în cea subtitrată.
Pe de cealaltă parte, în televiziune, traducerea audio a programelor pentru copii a fost o practică foarte răspândită încă imediat după decembrie 1989. La început se folosea procedeul sonorizării, prin care un singur actor (denumit lector) înregistra toate vocile, păstrându-se însă coloana originală în surdină. Ulterior, televiziunile private au început să producă dublaje profesioniste pentru serialele pentru copii, iar în 1999 s-a lansat și primul canal de televiziune exclusiv în limba română, Fox Kids (redenumit ulterior Jetix și Disney Channel).
Apoi introducerea dublajului în limba română pe Cartoon Network în 2004 a stârnit nemulțumirea unor profesori de limba engleză din România (susținători ai subtitrărilor), în ideea că astfel copiii pierd o sursă de aprofundare a limbilor străine. Cu toate acestea, un studiu publicat în 2009 de Holger Mitterer (de la Institutul Max Planck pentru Sociolingvistică din Nijmegen) și James M McQueen (de la Universitatea Radboud) arată că urmărirea programelor într-o limbă străină și cu subtitrare în limba maternă dăunează la învățărea limbajului străin (alofon).
Odată cu lansarea canalelor Disney și Nickelodeon în România, a căror public țintă depășește media de vârstă a canalelor clasice de desene animate, dublajul în română a început să fie întrebuințat și în producțiile neanimate (cu acțiune reală) destinate tineretului. 